# Дергаусов, Юрий Александрович
Юрий Александрович Дергаусов (22 апреля 1943, Батайск, Ростовская область — 18 сентября 2023) — советский комсомольский и партийный деятель, дипломат. Чрезвычайный и полномочный посол.

## Биография
Член КПСС с 1967 года. Окончил Ростовский политехникум связи, заочную Высшую партийную школу при ЦК КПСС (1973) и Дипломатическую академию МИД СССР (1989). Трудовую деятельность начинал на ударных всесоюзных и областных комсомольских стройках, участвовал в реконструкции завода «Россельмаш», строительстве завода «Атоммаш», шахты «Глубокая».
- В 1975—1979 годах — первый секретарь Ростовского горкома ВЛКСМ[2].
- С 14 ноября 1979 по 15 мая 1985 года — секретарь ЦК ВЛКСМ[1][3].
- В 1985—1987 годах — первый секретарь Новочеркасского горкома КПСС[1].
- В 1987—1989 годах — слушатель Дипломатической академии МИД СССР[1].
- В 1989 году имел дипломатический ранг чрезвычайного и полномочного посланника 2-го класса[1].
- С 24 августа 1989 по 22 апреля 1992 года — чрезвычайный и полномочный посол СССР, затем Российской Федерации (с 1991) в Суринаме[4][5].

После 1992 года — советник председателя Государственной Думы Федерального Собрания РФ Геннадия Селезнёва, советник департамента проектов и программ Международного фонда экономических и социальных реформ «Реформа», исполнительный директор по маркетингу и связям с зарубежными странами, вице-президент ЗАО «МР-ЭНЕРГО», заместитель Генерального директора по внешнеэкономическим связям ЗАО «НПО „Спецнефтегаз“».
18 сентября 2023 года стало известно о смерти.

## Квалификационный разряд
- Действительный государственный советник Российской Федерации 2 класса (30 декабря 1999)[7]

## Награды
- Орден «Знак Почёта»
- Орден Дружбы народов
- Медаль «В ознаменование 100-летия со дня рождения Владимира Ильича Ленина»

## Семья
Был женат на Ольге Васильевне Грибовой. Дети: сын Сергей и дочь Надежда.